# Палацовий переворот 1725 року
Палацовий переворот 1725 (зведення на престол Катерини I) — безкровний палацовий переворот, внаслідок якого за відсутності чітко вираженого заповіту Петра Першого була зведена на престол його друга дружина Катерина I.

## Передісторія, передумови
Історик Василь Осипович Ключевський назвав період в історії Російської імперії з 1725 по 1762 рік «епохою палацових переворотів» у зв'язку з регулярним насильницьким втручанням у процес передачі влади (шляхом застосування сили або психологічного впливу, загрози, шантажу). Зведення на престол Катерини І партією Меншикова з участю гвардійських полків стало першим випадком палацового перевороту в історії Росії XVIII століття. Передумовою для початку епохи палацових переворотів і для проголошення Катерини імператрицею зокрема стало те, що в 1722 Петро I змінив діючий століттями порядок престолонаслідування за заповітом або шляхом соборного призначення, легалізувавши особисту волю імператора, який сам призначав російського. Проте Петро І не встиг призначити наступника (так чи інакше, існування його повноцінного заповіту досі не підтверджено об'єктивними історичними фактами). У зв'язку з цим після смерті Петра I між собою зіткнулися дві протиборчі політичні сили: родова знать (до яких належали старовинні дворянські (боярські) пологи Голіциних та Долгоруких) та молодих чиновників, які робили ставку на дружину Петра Катерину. Згодом саме другу партію підтримали дворянські гвардійські полки, завдяки яким партії Меншикова зрештою вдалося здобути перемогу.

## Можливі претенденти на престол
Відразу ж після смерті Петра І почалася династична криза, і найбільш впливові російські вельможі — Меншиков та Андрій Іванович Остерман, фактичний керівник зовнішньої політики Російської імперії, мали намір возвести на престол Катерину Олексіївну, в той час як друга партія, «голштинці», очолювані Карлом Фрідріхом Гольштейн-Готторпським, герцогом Голштинським і чоловіком Ганни Петрівни, хотіли бачити на престолі Петра Олексійовича, онука Петра Першого. Відомо, що під час урочистості 23 грудня 1721 року Катерина була визнана імператрицею Росії Сенатом і Синодом, а Петро власноручно поклав на її голову корону, яка, за відгуками сучасників, виглядала розкішніше, ніж корона царя. За поширеною версією, Петро збирався зробити Катерину своєю офіційною наступницею, але незабаром з'ясувалося, що Катерина вступила в любовний зв'язок з Віллемом Монсом, якого Петро згодом наказав стратити, а його стосунки з дружиною погіршилися. Вважається, що зрада коханої дружини серйозно підірвала здоров'я государя.
На престол в 1725 міг претендувати малолітній онук імператора, Петро Олексійович (майбутній Петро II), який був кровним спадкоємцем (сином царевича Олексія), що підкріплювало його позиції, тому що Катерина Олексіївна не походила з роду Романових. Також серед престолонаслідниць входила дочка Єлизавета і племінниці Петра, дочки його брата Івана V.

## Переворот, сходження Катерини
25-26 січня 1725 року за рішенням Меншикова було скликано особливу нараду, в якій брали участь сенатори, члени Синоду та представники військової еліти (чиновники, що належали до чотирьох перших класів табеля про ранги), які намагалися вирішити суперечку про престолонаслідування. Представники старовинних дворянських прізвищ, такі, як князі Голіцини, Рєпніни, Долгорукови виступали за онука Петра I як прямого спадкоємця чоловічої статі, у той час як воєначальник часів Північної війни Петро Матвійович Апраксін, Олександр Данилович Меншиков та дипломат Петро Андрійович Толстой. У розпал наради до зали увірвалися гвардійці, які в ультимативній формі вимагали зведення на престол Катерини. Перед палацом на площі два гвардійські полки вишикувалися під рушницю, демонструючи загрозу застосування сили у випадку, якщо Катерині Олексіївні буде відмовлено у праві вступити на престол. Підтримка майбутньої імператриці була виражена гучним барабанним боєм. Таким чином, представники Преображенського та Семенівського полків уперше вирішили долю престолонаслідування. У результаті суперечка припинилася, і Катерина була визнана імператрицею, а Петро Олексійович став офіційним спадкоємцем, що могло бути розцінено протиборчими сторонами як компромісне рішення.